# 양서북로
양서북로(Yangseobuk-ro)는 경기도 양평군 양동면 에서 강원특별자치도 횡성군 서원면을 잇는 도로이다.

## 주요 경유지
경기도
- 양평군 (양동면)

강원특별자치도
- 횡성군 서원면

## 노선
| 이름         | 접속 노선                   | 소재지 | 소재지 | 비고 |
| ------------ | --------------------------- | ------ | ------ | ---- |
| (이름없음)   | 쌍학새마을1길 양동금곡4길   | 양평군 | 양동면 |      |
| 가내교       |                             | 양평군 | 양동면 |      |
| 가랫골삼거리 | 양서동로                    | 양평군 | 양동면 |      |
| (이름없음)   | 지방도 제409호선 (서원서로) | 횡성군 | 서원면 |      |